# Бэббитт, Исаак
Исаак Бэббитт (англ. Isaac Babbitt; 26 июля 1799, Тонтон, Массачусетс, США — 26 мая 1862, Сомервилл, Массачусетс, США) — американский изобретатель. В 1839 году он изобрел подшипник из металлического сплава на основе олова с низким коэффициентом трения. Этот металл был назван по его имени баббитом, и до сих пор широко используется в подшипниках.

## Биография
Был по профессии ювелиром и рано обратил внимание на производство сплавов. В 1824 году открыл в Тонтоне первый в Соединённых Штатах завод по производству сплавов. Завод, однако, оказался убыточным. В 1834 году Бэббитт переехал в Бостон, где начал работать на заводах Элджера (Alger’s foundries). Работая там, он изготовил первую в США бронзовую пушку. В 1839 году изобрёл ныне широко известный антифрикционный сплав, баббит, который получил его имя. За своё изобретение в 1841 году он получил золотую медаль ассоциации механиков Массачусетса, а затем - премию конгресса США в 20 тысяч долларов. Изобретённый сплав был запатентован в Англии (1844) и в России (1847). Некоторое время Бэббитт занимался производством баббита, а после занялся также производством мыла.